# Кирій Іван Іванович
Іван Іванович Кирій (12 червня 1924, с. Пасківщина, Згурівський район, Київська область, УСРР  — 24 грудня 1998, Київ) — український письменник, прозаїк. Член НСПУ.

## Життєпис
Випускник факультету журналістики Київського університету (1960) та Вищої партійної школи при ЦК КПУ (1964). Працював у видавництві «Молодь».

## Пам'ятки
- У Переяславі на честь І. І. Кирія встановлена меморіальна дошка на будинку по вулиці Гімназійній, 20-А, де протягом 1968—1971 років проживав письменник;
- 2014 року на честь письменника Івана Кирія названо вулицю у Переяславі (колишня вулиця Фадеєва).

## Твори
- «Ключі до щастя» (1958)  перша збірка оповідань присвячена дитячим та юнацьким рокам І. Франка;
- «Як ми їздили в Каховку» (1960)  збірка оповідань, твір для дітей
- «Сигналісти» (1964)  твір для дітей
- «Мій друг Кася» (1966)  твір для дітей
- «Пташкам літати в небі» (1968)  твір для дітей
- «Спасибі вам, люди!» (1970)  повість
- «Листок з календаря» (1974)  збірка повістей та оповідань
- «Над Дніпром» (1978)  повість
- «Пригоди Касі-Васі Гармаша» (1980)  повість для дітей
- «Вечеря для зайця» (1982)  твір для дітей
- «Ровесники» (1983)  збірка повістей та оповідань
- «Сліди під вікном» (1983)
- «Не спіткнутися в дорозі» (1985)  — про будні міліції, її боротьбу з криміналом
- «Братова медаль» (1985)  твір для дітей
- «Після грози» (1987)  збірка містить оповідання про Тараса Шевченка та Івана Франка
- «Хлопці з Вишневого» (1988) Збірка
- «Загадковий Ус» (1990)  Збірка
- «Скарга прокурору» (1990)  Збірка
- «Голодна весна» (1993)  автобіографічна повість про Голодомор 1933 р. в Україні

Усі зазначені книги видано у Києві.
Окремі твори перекладено російською, білоруською та казахською мовами.